# رؤیایی دارم (ترانه)
«رؤیایی دارم» (انگلیسی: I Have a Dream) ترانه‌ای از گروه پاپ سوئدی آبا است که در سال ۱۹۷۹ منتشر شد. خواننده این ترانه آنی-فرید لینگستاد است که در بسیاری از کشورها با موفقیت چشمگیر روبرو شد و به رتبه ۲ بریتانیا در هفتهٔ کریسمس ۱۹۷۹ دست یافت. (رتبه نخست به ترانه «خشتی دیگر در دیوار» پینک فلوید تعلق گرفت).

## جداول موسیقی
| جدول (۱۹۸۰–۱۹۷۹)                       | بالاترین رتبه |
| -------------------------------------- | ------------- |
| آرژانتین                               | ۱             |
| استرالیا (گزارش موسیقی کنت)            | ۶۴            |
| اتریش (او۳ تاپ ۴۰ اتریش)               | ۱             |
| بلژیک (اولتراتاپ ۵۰ فلاندرز)           | ۱             |
| موسیقی معاصر بزرگسالان کانادا (آرپی‌ام) | ۱             |
| ایرلند (انجمن صنعت ضبط ایرلند)         | ۲             |
| هلند (۴۰ آهنگ برتر)                    | ۱             |
| هلند (۱۰۰ تک‌آهنگ برتر)                 | ۱             |
| آفریقای جنوبی (رادیو اسپرینگ‌باک)       | ۳             |
| سوئیس (شوایزر هیت‌پاراد)                | ۱             |
| تک‌آهنگ‌های بریتانیا (اوسی‌سی)            | ۲             |

| جدول (۱۹۸۰)               | رتبه |
| ------------------------- | ---- |
| اتریش (او۳ تاپ ۴۰ اتریش)  | ۳    |
| بلژیک (اولتراتاپ فلاندرز) | ۱۷   |
| هلند (۴۰ آهنگ برتر هلند)  | ۳۳   |
| هلند (۱۰۰ آهنگ برتر هلند) | ۲۳   |
| سوئیس (جدول موسیقی سوئیس) | ۱۵   |

## گواهینامه‌ها و فروش
| منطقه                                                              | گواهی | واحد گواهی‌شده/فروش |
| ------------------------------------------------------------------ | ----- | ------------------ |
| هلند (ان‌وی‌پی‌آی)                                                    | طلا   | ۱۰۰٬۰۰۰^           |
| بریتانیا (بی‌پی‌آی)                                                  | طلا   | ۵۰۰٬۰۰۰^           |
| * رقم فروش تنها بر پایهٔ گواهی‌ها. ^ رقم توزیع تنها بر پایهٔ گواهی‌ها. |       |                    |